# Яндекс.Диск
Яндекс. Диск — хмарний сервіс російської компанії Яндекс, що дозволяє користувачам зберігати свої дані на серверах у хмарі та передавати їх іншим користувачам. Робота побудована на синхронізації даних між різними пристроями. У травні 2012 року реєстрація нових користувачів була доступна лише за запрошеннями, згодом стала доступною для всіх.
До запуску Яндекс. Диска функції зберігання призначених для користувача файлів на Яндексі виконував сервіс Яндекс.Народ.

## Історія

### 2012 рік
- 5 квітня — запущена бета-версія сервісу.
- 3 травня — з'явилося перше API і перший open-source клієнт.
- 24 травня — з'явився flash-плеєр у вебінтерфейсі, а також на сторінці файлу кнопка «Зберегти на мій Диск», яка дозволяє покласти на свій Диск опублікований кимось іншим файл[1].
- 22 серпня — всередині сервісу стало можливо переглядати документи формату Microsoft Office і Adobe Reader.
- 6 вересня — сервіс Яндекс. Диск став загальнодоступним і не вимагає запрошення для реєстрації.
- 9 листопада — випущений клієнт для платформи Windows 8.
- 22 листопада — стало можливим використовувати загальні папки для спільної роботи та обміну файлами.
- 29 листопада — тепер музичні треки з Яндекс. Диску стали доступні для прослуховування в Яндекс. Музиці.
- 4 грудня — Яндекс. Диск надав можливість користувачам ОС Symbian перенести на інший телефон (з ОС Android) контакти, SMS, історію дзвінків та закладки браузера.
- 11 грудня — було проведено оновлення програми для операційної системи iOS. У цьому оновленні реалізована підтримка iPad.
- 21 грудня — за допомогою Яндекс. Диска стало можливим переносити дані телефону на смартфон на базі Android.
- 22 грудня — випущена версія 0.6.0, в якій з'явилися повідомлення програми про події в загальних папках. У версії для Windows 8 з'явилася підтримка загальних папок.

### 2013 рік
- 28 січня — випущена версія 0.7.0, у якій з'явилася вибіркова синхронізація папок.
- 1 березня — починаючи з версії 0.9.0 Яндекс. Диск може виступати як служба хмарного сервісу, інтегруючись в офісний пакет Microsoft Office 2013.
- 21 березня — мобільний Яндекс. Диск повідомляє про запрошення в загальні папки.
- 18 квітня — у версії 0.10 з'явилася можливість автоматичного завантаження фото і відеофайлів з цифрових камер та зовнішніх носіїв інформації на Яндекс. Диск. При цьому користувачеві надаються додатково 32 ГБ простору на пів року.
- 22 квітня — Яндекс. Диск дозволив ділитися папками з іншими користувачами.
- 23 травня — у вебінтерфейсі з'явилася можливість завантажити папку у вигляді архіву.
- 27 травня — у новій версії клієнта для iOS з'явився фотослайдер та повноекранний режим перегляду файлів на iPad.
- 28 травня — випускається клієнт для платформи Windows Phone 7 і Windows Phone 8.
- 7 червня — на сторінці папок з'явилася можливість повноекранного перегляду фотографій
- 13 червня — з'явилася можливість автоматичного завантаження фото і відеофайлів з цифрових камер та зовнішніх носіїв інформації на мобільний Яндекс. Диск.
- 9 липня — у Яндекс. Пошті з'явилася можливість прикріплення файлів та папок з Диска.
- 30 липня — на Яндекс. Диску можна придбати додатковий простір.
- 27 серпня — з'явився офіційний клієнт для Linux.
- 14 листопада — посиланням на папку можна поділитись за допомогою QR-кода.

### 2014 рік
- 24 червня — фотографії з Диска можна публікувати напряму у соціальні мережі.
- 9 липня — фотографії та скріншоти можна обробляти прямо в Яндекс. Диску.
- 5 серпня — у мобільній версії з'явився офлайн-режим.

## Зберігання
Сервіс умовно безкоштовний. Типово надаються 3 ГБ простору, які можна розширити до 10 ГБ. Запрошуючи друзів, можна збільшити доступний простір до 20 ГБ. Користувачі, які активно використовували Чат у вебінтерфейсі Яндекс. Пошти, автоматично отримали додатково 10 ГБ місця на Яндекс. Диску, коли Чат з пошти був прибраний. Сплативши підписку на додаток Яндекс.Музика для iPhone в грудні 2012 року, можна було отримати ще 10 ГБ на рік.
Так само Яндекс. Диск періодично проводить акції, де беруть участь користувачі, які хочуть отримати додатковий простір. Одна з таких акцій була проведена спільно з компанією Samsung. При купівлі деяких моделей ноутбуків користувачеві надавалося 250 гігабайтів простору в сервісі. У липні 2013 року з'явилася можливість придбати додатковий простір об'ємом до 1 Тб.

## Перспективи
- Інтеграція з сервісами Яндекса: Фотки, Відео, Музика.
- Підтримка версійності файлів.
- Перегляд медіаконтенту та офісних документів.

17 січня 2013 року компанія Яндекс закрила файлообмінник Яндекс.Народ. Тепер всі інструменти для завантаження та обміну файлами доступні лише на Яндекс. Диск.

## Програма-клієнт «Яндекс. Диск»

### Можливості
- Завантаження файлів розміром до 10 ГБ.
- Зберігання файлів необмежений час.
- Передача файлів по зашифрованому з'єднанню.
- Перевірка файлів антивірусом.
- Синхронізація файлів між усіма пристроями користувача.
- Отримання публічних посилань на завантажені файли для обміну ними.
- Вбудований у вебверсію flash-плеєр для відтворення музики.
- Перегляд документів формату Microsoft Office, PDF.
- Перегляд графічних файлів non-web графічних форматів (PSD, AI, CDR, EPS, TIFF).
- Керування файлами, розміщеними користувачем на сервісах (Яндекс.Пошта, Яндекс.Народ).
- Пошук будь-яких відправлених або отриманих поштових вкладень.
- Керування файлами за допомогою будь-яких програм, які використовують протокол WebDAV через API Яндекс. Диска[2].
- Можливість відкрити доступ кільком користувачам на перегляд або редагування файлів в папках на Яндекс. Диску

### Основні платформи
- Web-версія. Міститься всередині Яндекс. Пошти, вкладка «Диск».
- Комп'ютерна версія для Windows XP/Vista/7/8, Mac OS X, Linux.
- Мобільна версія для iOS і Android, Windows Phone 7 і Windows Phone 8.
- Для операційної системи Linux доступ до сховища здійснюється через файлові менеджери: Nautilus, Dolphin, Konqueror або Thunar, з використанням протоколу WebDAV.